# Joaquín Cosío

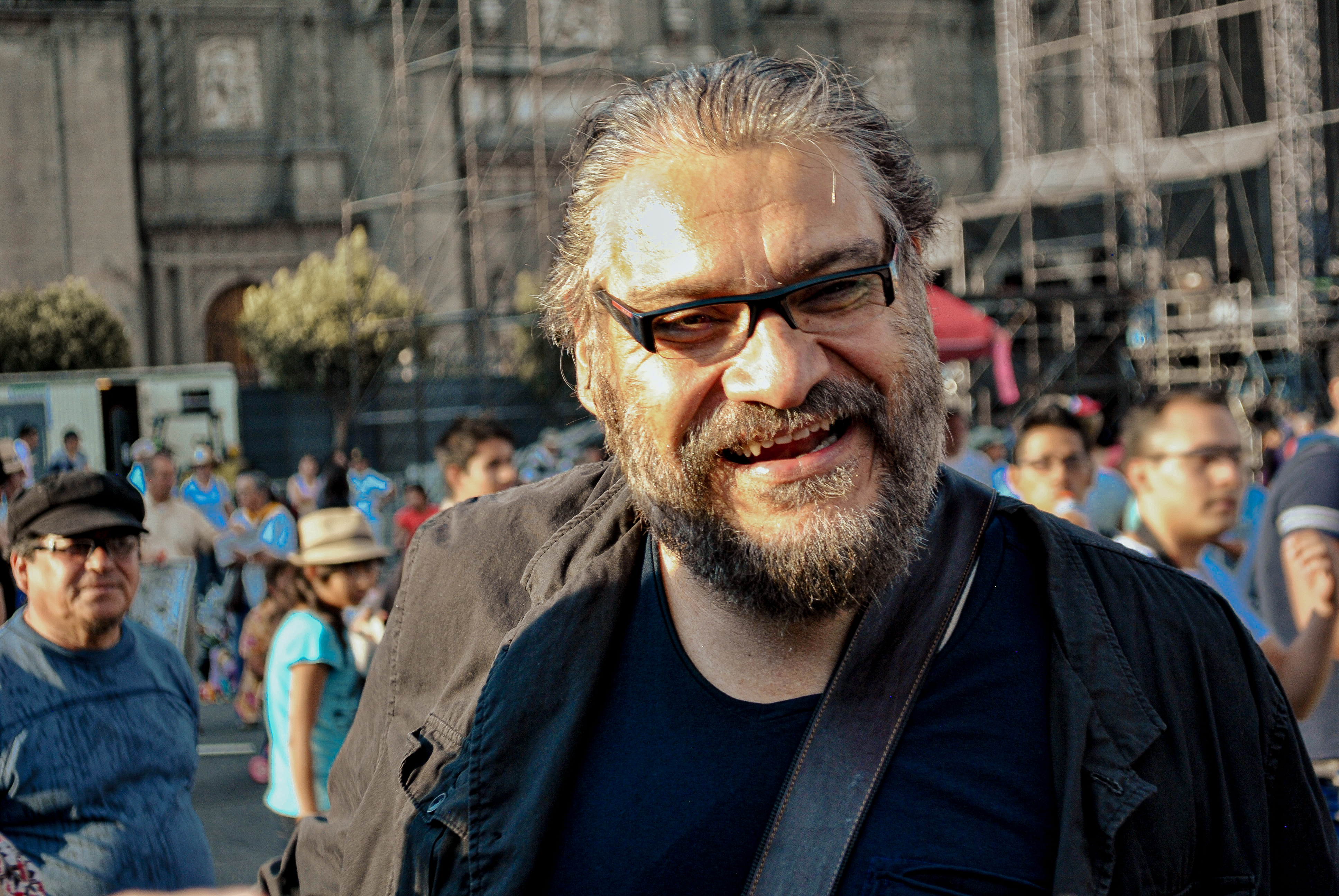
Ator em 2012

Joaquín Cosío (Tepic, 1962) é um dublador, dramaturgo e ator mexicano.
Começou a carreira em 1983, escrevendo a peça Tomochic: Or the day the world ended, sendo indicado para o Premio Nacional de Ciencias y Artes e faz parte da Compañía Nacional de Teatro.
Trabalha no teatro, séries de TV e novelas, no cinema e dubla, para a televisão mexicana, grandes sucessos do cinema americano. No Brasil, trabalhou em Segurança Nacional.
Já foi indicado, em alguns trabalhos, para a Academia Mexicana de Artes y Ciencias Cinematográficas e em 2012, ganhou o Prémio Ariel de melhor coadjuvante com o filme El infierno. 

## Carreira

### Televisão
- El Diez
- S.O.S.: Sexo y otros Secretos
- Kdabra
- Mentir para vivir
- La gata
- The Strain[3]

### Teatro
- Tomochic: Or the day the world ended
- Los Baños

### Cinema
- Matando Cabos
- Arráncame la vida
- 007 - Quantum of Solace[4]
- Rudo e Cursi
- La Dictadura Perfecta
- El infierno
- Segurança Nacional, no Brasil

### Dublagem
- General Medrano em Quantum of Solace (007 Quantum)
- A Víbora Jake em Rango.